# Spoorlijn Hautmont - Feignies
De spoorlijn Hautmont - Feignies is een Franse spoorlijn die Hautmont via Feignies met België verbindt. De lijn is 9,2 km lang en heeft lijnnummer 247 000.

## Geschiedenis
Deze spoorlijn werd door de Compagnie des chemins de fer du Nord geopend op 1 januari 1858. 

## Treindiensten
Nadat er sinds 2008 geen reizigerstreinen meer reden op het grenstraject Quévy - Hautmont, reden er sinds december 2018 weer twee IC's Bergen - Aulnoye-Aymeries v.v. per dag, zonder tussenstops. Vanuit Aulnoye kan er overgestapt worden op een Franse Intercité naar Parijs. Het was de bedoeling dat er in de toekomst een volwaardige InterCity gaat rijden tussen Bergen en Parijs, dit ter vervanging van de Thalys die deze steden verbond tot en met april 2015. Door gebrek aan belangstelling is het reizigersvervoer in december 2022 weer opgeheven.

## Aansluitingen
In de volgende plaatsen is of was er een aansluiting op de volgende spoorlijnen:
Hautmont
RFN 242 000, spoorlijn tussen Creil en Jeumont
aansluiting Douzies-Sud
RFN 247 306, raccordement van Sous-le-Bois
aansluiting Douzies-Nord
RFN 253 000, spoorlijn tussen Valenciennes-Faubourg-de-Paris en Hautmont
Feignies
Spoorlijn 96 tussen Brussel-Zuid en Quévy

## Elektrische tractie
Het traject werd in 1963 geëlektrificeerd met een wisselspanning van 25.000 volt.